# مارغريت ويلسون (لاعبة كريكت)
مارغريت ويلسون (25 يونيو 1946 - ) (بالإنجليزية: Margaret Wilson)‏ هي لاعبة كريكت أسترالية. شاركت مع منتخب أستراليا الوطني للكريكت.

## وصلات خارجية
- مارغريت ويلسون على موقع إي آس بي آن كريك إنفو (الإنجليزية)